# Kaplica św. Męczennika Jerzego Stepaniuka w Policznej
Kaplica pod wezwaniem św. Męczennika Jerzego Stepaniuka – prawosławna kaplica filialna w Policznej. Należy do parafii Podwyższenia Krzyża Pańskiego w Werstoku, w dekanacie Kleszczele diecezji warszawsko-bielskiej Polskiego Autokefalicznego Kościoła Prawosławnego.
Obiekt wzniesiono w 2020 r. (prace rozpoczęto w lipcu, ukończono we wrześniu). Konsekracji dokonał 10 września 2020 r. metropolita warszawski i całej Polski Sawa, w asyście arcybiskupa bielskiego Grzegorza, biskupa hajnowskiego Pawła i biskupa siemiatyckiego Warsonofiusza.
Patronem kaplicy jest urodzony w Policznej kapłan-nowomęczennik Jerzy Stepaniuk, zamordowany przez bolszewików w 1918 r. Jego wspomnienie przypada w dniu 9 lipca (26 czerwca według starego stylu).